# شمس الزناتي (فلم)
شمس الزناتي هو فيلم مصري عرض عام 1991، بطولة عادل إمام ومحمود حميدة وسوسن بدر ومحمود الجندي وأحمد ماهر ومصطفى متولي وعلي عبد الرحيم وعبد الله محمود وإبراهيم نصر، ومن إخراج سمير سيف، قصة الفيلم مقتبسة من الفيلم الأمريكي «السبعة الرائعون» (بالإنجليزية: The Magnificent Seven) الذي عرض عام 1960، والمقتبس بدوره من الفيلم الياباني «الساموراي السبعة» الذي عرض عام 1954.

## قصة الفيلم
أثناء الحرب العالمية الثانية تتعرض واحة بالصحراء الغربية لهجوم مجموعة من المسلحين بقيادة المارشال برعي (محمود حميدة)، يسافر الشيخ عتمان شيخ القبيلة للقاهرة لشراء الأسلحة اللازمة. يستعين بشخص يدعي شمس الزناتى (عادل إمام) والذي يستعين بدوره بمجموعة من أصدقائه، يدخلون المعركة ضد برعي، ونتيجة لخيانة أحد البدو يتمكن برعي من تجريدهم من السلاح. وفي أثناء العودة يستولون على سيارة ذخيرة. يعودون إلى الواحة ليواصلوا المعركة وينتصرون ولكن بعد استشهاد خمسة منهم. تتناول أيضا قصة الفيلم ضرورة ان تكون للحق قوة تحميه من بطش المعتدين وهذا ما تعلمه أهل القرية من تلك الصراعات التي حدثت.

## طاقم التمثيل
- عادل إمام: (شمس الزناتي)
- محمود حميدة: (المارشال برعي)
- سوسن بدر: (حنة)
- محمود الجندي: (سلامة الطفشان)
- أحمد ماهر: (عبده قرانص)
- مصطفى متولي: (سيد سبرتو)
- علي عبد الرحيم: (سامبو)
- عبد الله محمود: (عوض الكلاف)
- إبراهيم نصر: (جعيدي)
- رشدي المهدي: (الشيخ عتمان)
- نهى العمروسي: (نعناعة)
- سعيد طرابيك: (دعدور)
- أحمد سامي عبد الله: (صاحب ورشة الحدادة)
- غريب محمود: (صاحب المحجر)
- فؤاد فرغلي: (متحدي سيد سبرتو)
- سمير رامي

### بالاشترك مع
| - مجدي محجوب - عاطف عبد المسيح - وجدي وليم - عادل هلال: (من رجال برعي) - نبيل كمال - سيد مصطفى - حسين عرعر: (القهوجي) | - صالح العويل: (من رجال برعي) - فايزة عبد الجواد: (لاعبة النار) - محمد عز الدين - سيد الصيرفي - رياض المغربل - فيصل العربي: (غناء) |

### الأطفال
| - كريم الحسيني: عبد الله - سامية جاهين: طفلة - عادل شريف: طفل - ياسمين أبو طالب: طفلة | - جورج قلتة: طفل - شيرين يسري: طفلة - ياسمين التوني: طفلة - محمد يسري: طفل |

## فريق العمل
- إخراج: سمير سيف
- سيناريو وحوار: مجدي هداية
- مدير التصوير: سمير فرج
- مونتاج: سلوى بكير
- موسيقى تصويرية: هاني شنودة
- إنتاج: بوب آرت فيلم
- توزيع داخلي: أفلام مصر العربية (واصف فايز)
- توزيع خارجي: ساني لاند فيلم إنترناشيونال (محمد ياسين)

## وصلات خارجية
- مقالات تستعمل روابط فنية بلا صلة مع ويكي بيانات